# 요기보

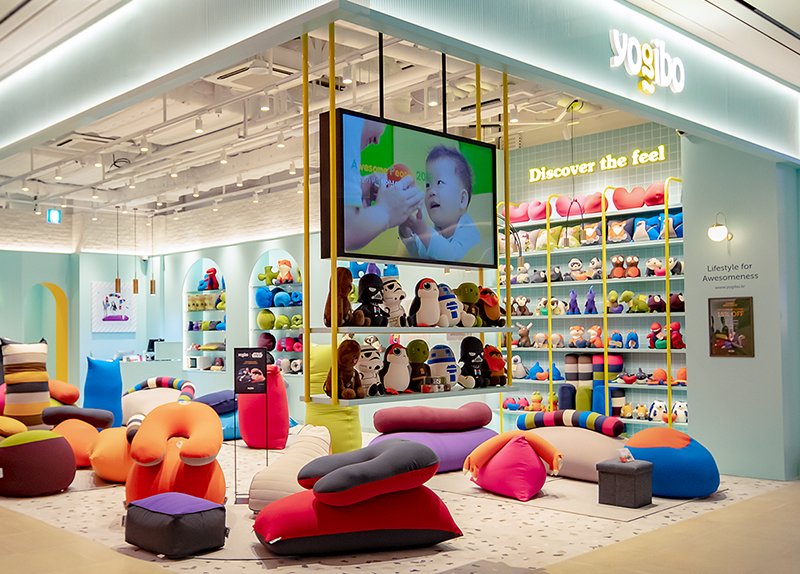
요기보 매장

요기보(Yogibo)는 빈백 소파 및 리빙 액세서리 중심의 라이프스타일 브랜드로 소파는 물론 바디필로우, 쿠션, 캐릭터 인형 등을 제작하여 판매하고 있다. 특허 기술로 만들어진 요기보의 특징은 하나의 제품이 의자, 소파, 리클라이너, 침대 등 다양한 형태로 변형된다는 것이다. 요기보 특허 커버를 이용한 대부분의 요기보의 제품은 사람의 체형에 맞게 제품이 스스로 변형되며 수 십 가지의 넘는 컬러풀한 컬러로 바꿔서 사용할 수 있다는 특징이다. 

## 역사
2009년 미국 북동부 뉴햄프셔에서 시작된 요기보(Yogibo)는 미국계 유대인 에얄 레비(Eyal Levy)에 의해 설립되었다. 임신한 아내의 숙면을 돕기 위해 만든 쿠션이 사업이 아이템이 되어 2009년 회사 설립 후 7년 만에 전세계 글로벌 1위 빈백소파 브랜드가 되었다. 2010년 매사추세츠주 나티크(Natick)에 첫 매장을 연 후 2021년 현재 한국을 비롯해 미국, 일본, 대만, 태국, 싱가포르, 유럽 등 전세계 150개 이상의 매장이 있다.
2016년 요기보는 세계에서 가장 큰 빈백 소파(world's largest bean bag chair)로 기네스 세계 기록을 세웠다. 2019년 디즈니 루카스 필름과 협업하여 스타워즈(Star Wars) 스페셜 에디션 출시 이후, 미키와 친구들(Mickey and Friends), 토이스토리 스페셜 에디션이 차례로 출시됐다. 

## 요기보 코리아
2016년 11월 한국 공식 런칭을 한 요기보코리아는 국내 주요 백화점 및 복합쇼핑몰에 입점해있다. 오프라인에서 다양한 형태의 이색적인 이벤트를 통해 마케팅을 하는 것으로 유명한 요기보는 현대카드와 선셋시네마(Sunset Cinema), 대명리조트와 비치시네마(Beach Cinema), 디뮤지엄과 뮤지엄 사일런스 데이(Museum Silence Day)를 진행했다.
대구 삼성라이온즈의 홈경기장 삼성라이온즈파크에는 전세계 최초 빈백소파 관중석과 천안 현대캐피탈 스카이워커스의 홈경기장 유관순체육관에는 전세계 최초 빈백소파 관중석을 구축하였다. 2021년에는 원주 DB프로미 경기장 내 요기보존을 런칭하였다. 야구, 배구, 농구, 축구 등 다양한 스포츠 경기를 요기보 제품에 앉아 관람이 가능하다.
CGV연남과 CGV 춘천에 요기보 빈백 소파로 채워진 Yogibo관을 오픈했으며 파라다이스시티 씨메르,롯데월드타워 서울스카이 등 다양한 장소에서 요기보존(Yogibo Zone)을 구성하고 있다. 국내에서는 카카오프렌즈 스페셜 에디션을 출시하였다. 
요기보 코리아는 배우 유연석을 국내 모델로 발탁하여 광고 캠페인을 진행했으며 층간소음 방지 소파로 알져진 모듈러 소파 '모듀(Modju)'를 런칭했다. 

## 제품
마법의 소파라는 별명을 가진 요기보는 하나의 제품을 의자, 소파, 리클라이너, 침대로 활용이 가능하다. 빈백 소파뿐만 아니라 다양한 형태와 크기의 바디필로우도 판매하고 있으며, 스트레스 및 긴장 완화에 도움이 되는 액세서리와 아로마테라피 상품, 아이들 애착 인형인 동물 모양의 캐릭터 인형 등 다양한 라이프스타일 제품이 있다.
요기보는 부드럽고 신축성 높은 특수소재 커버로 제작되는 빈백 소파이다. 커버는 고무보다 약 3~4배 단단한 내구성을 가졌고, 30~40개의 컬러로 구성되어있다. 계절, 공간에 따라 다양한 홈스타일링이 가능하다. 또 보통의 소파는 커버 세탁이 불가한데 요기보의 빈백 소파는 옷을 세탁하듯 커버를 벗겨 세탁을 할 수 있다. 무게가 가벼워 이동이 간편하고 미 사용시에는 세워 보관해도 될 정도로 높은 공간활용성을 갖고 있다.
아웃도어용 빈백 소파 줄라 제품에 사용되는 줄라(Zoola) 커버 보관됨 2021-09-13 - 웨이백 머신는 생활방수 기능과 자외선 차단 기능이 있어서 캠핑, 수영장 등 다양한 야외 활동에 사용할 수 있다.
빈백 소파를 채우는 충전재는 일반적인 솜이 아닌 비즈로서 요기보에는 스탠다드, 프리미엄, 프리미엄 플러스 총 3가지가 있다. 비즈(Beads)라고 불리는 충전재의 차이는 착석감, 내구성, 복원력, 탄성 등의 차이가 있다. 빈백 소파의 충전재는 기본적으로 수 십만 또는 수 십억 개의 비즈가 앉는 순간 몸에 꼭 맞춰져 편안함을 느낄 수 있도록 해준다. 요기보에서 사용하는 충전재는 국내에서 생산된 항균비즈를 사용하고 있으며 유해세균 번식을 감소시키는 항균 충전재이다. 

## 캠페인
요기보(Yogibo)는 더 많은 사람들이 <마땅히 누려야 할 행복>을 누리는 세상을 만들자는 취지하에 Awesome People 캠페인을 2017년부터 매년 진행하고 있다. 와디즈, 드림하늘학교, 서울재활병원, 서남병원 등 다양한 기업 및 단체와  캠페인을 진행했다.
1. ↑  기네스 세계 기록 (2016년 11월 15일).
2. ↑  요기보코리아 한국 공식 런칭 https://www.mbn.co.kr/news/economy/3051412
3. ↑  현대카드 선셋시네마 http://www.sisamagazine.co.kr/news/articleView.html?idxno=208659
4. ↑  대명리조트 비치시네마 http://www.sisamagazine.co.kr/news/articleView.html?idxno=208659
5. ↑  디뮤지엄 뮤지엄 사일런스 데이 http://www.sisamagazine.co.kr/news/articleView.html?idxno=208659
6. ↑  DB프로미 농구경기장 요기보존 http://www.sportsworldi.com/newsView/20211019512319
7. ↑  파라다이스 시티 씨메르 요기보존 오픈 https://www.wowtv.co.kr/NewsCenter/News/Read?articleId=A202107210167&t=NN
8. ↑  요기보코리아 배우 유연석 모델 발탁  http://www.segyebiz.com/newsView/20211210508236?OutUrl=naver
9. ↑  요기보 코리아 모듈러 소파'모듀(Modju) 한국 런칭  https://www.edaily.co.kr/news/read?newsId=02010646632196408&mediaCodeNo=257&OutLnkChk=Y